# Touch the Clouds
Touch the Clouds (circa 1837 - indianenreservaat Cheyenne River, 1905) was een Amerikaanse indianenleider. Touch the Clouds was de neef van Crazy Horse en de zoon van de Miniconjou Chief Lone Horn. Touch the Clouds stond bekend om zijn dapperheid in de strijd en zijn diplomatieke vaardigheden. De naam (lett. "raak de wolken") heeft betrekking op zijn lengte: hij was 2 meter 6 en woog 136kg.
Touch the Clouds was aanwezig bij de Slag bij de Little Bighorn. Zijn broer Spotted Elk stierf tijdens het Bloedbad van Wounded Knee. Na zijn pensionering gaf hij les aan jonge indianen - hij schreef oude verhalen op en leerde indianen lezen en schrijven. Ook werd hij een sergeant in het Amerikaanse leger en diende bij de Indian Scouts vanwege zijn kennis van het plaatselijke landschap. Touch the Clouds is ten minste twee keer getrouwd geweest en had ten minste een zoon en enkele dochters.
Na zijn dood werd hij opgevolgd door zijn oudste zoon Amos Charging First.